# 581 a.C.

## Eventos
- O Imperador Suizei, 2º imperador do Japão, na lista tradicional de sucessão, reinou de 581 a.C. a 549 a.C..